# Chorévêque
Un chorévêque est un vicaire qui remplit les fonctions épiscopales dans les campagnes, de l'Église primitive au XIe siècle environ.

## Histoire
Apparu dès les premiers siècles de l'ère chrétienne (IIe – IIIe siècles en Orient et IVe – Ve siècles en Occident), le chorévêque exerce dans les zones rurales les fonctions de l'évêque dont il dépend et qui siège toujours en ville. Il disparut en Occident aux IXe – Xe siècles, et fut remplacé par l'archidiacre. 
En Orient en revanche, les patriarches de Constantinople ont continué à consacrer des « évêques des régions barbares » (appelés χωρεπισϰόποι) des pays orthodoxes situés hors de l'Empire byzantin et placés sous l'autorité des périchorètes (περιχωρέτοι : évêques des périphéries de l'Empire). Cette dignité de chorévêque est aujourd'hui encore conférée, le plus souvent à titre honorifique, dans les Églises chrétiennes orientales, unies ou non à l'Église catholique romaine.
En Kakhétie du IXe siècle, les princes prennent le titre de chorévêque, un héritage de la position religieuse des chefs tribaux géorgiens qui unifient la région à la fin du VIIIe siècle.

## Étymologie
Le mot chorévèque provient du latin chorepiscopus, lui-même issu du grec χώρα (khôra) signifiant « pays, campagne » et ἐπίσκοπος (epískopos) signifiant « surveillant », chorévêque signifie donc littéralement « évêque de la campagne ».